# 요한의 첫째 편지
요한의 첫째 편지(공동번역), 요한의 첫째 서간(천주교 성경), 요한 1서 혹은 요한일서(표준새번역과 한글개역판)는 첫 번째 요한 서신이며, 야고보의 편지, 베드로의 첫째, 둘째 편지, 요한의 둘째, 세째 편지와 함께 공동 서신으로 분류된다. 이러한 서신들은 특정 개인이나 교회가 아닌, 보다 보편적인 수신자에게 보내진 것이 특징이다.
익명으로 기록되었으며, 저자에 대한 언급이 전혀 없다. 수신자도 "나의 자녀들"이라고 부르고 있을뿐 명확히 언급되지 않았다. 적어도 2세기부터 이 서신은 예수의 열두 제자 중 한 명인 세베대의 아들인 사도 요한이 노년에 요한의 복음서와 함께 에페소에서 집필한 것으로 받아들여져 왔다. 그러나 현대 학계에서는 요한일서가 요한 공동체에 속한 사람이 쓰긴 했지만, 특정 개인으로 확정하기는 어렵다고 본다.
여기서 사용되는 용어, 예를 들어 빛과 어둠 같은 대조적인 개념은 요한의 복음서와 유사하다. 또한 초대 교회가 요한 외의 다른 저자를 제시하지 않았다는 점에서 요한복음과 요한일서의 저자가 동일 인물일 가능성도 제기된다. 그러나 두 문서 간의 언어, 문체, 전개 방식, 신학적 개념 및 상황적 배경에는 뚜렷한 차이가 있어, 서로 다른 저자가 쓴 것으로 보는 견해가 많다. 다만 두 문서가 동일한 신학적 환경이나 교회 공동체에서 비롯되었을 가능성은 높다.
작성 장소로는 현재 튀르키예 지역인 소아시아의 에페소가 유력하게 거론된다. 같은 신학적 배경에는 요한복음, 요한이서, 요한삼서도 포함되지만, 요한이서와 요한삼서는 요한일서와 달리 분명한 수신자와 끝인사가 있다. 대부분의 학자들은 요한일서와 요한이서, 요한삼서가 95년에서 100년경에 비슷한 시기에 작성되었다고 본다.
요한일서는 오랜 기간 동안 교회와 신앙생활에서 중요한 위치를 차지해왔다. 신약성경의 다른 문서들보다 야훼의 사랑을 더욱 강조하고 이웃 사랑을 강조하는데, 이웃 사랑은 초대 교회에서 요한 공동체가 가장 강조한 것으로 보인다. 예수가 "육으로" 왔다는 것을 부정하는 가현설을 반박하기 위해 쓰여졌으며, 기독교인들이 참된 교사를 분별하는 방법으로 윤리, 성육신의 인정, 사랑을 제시하고 있다.

## 내용

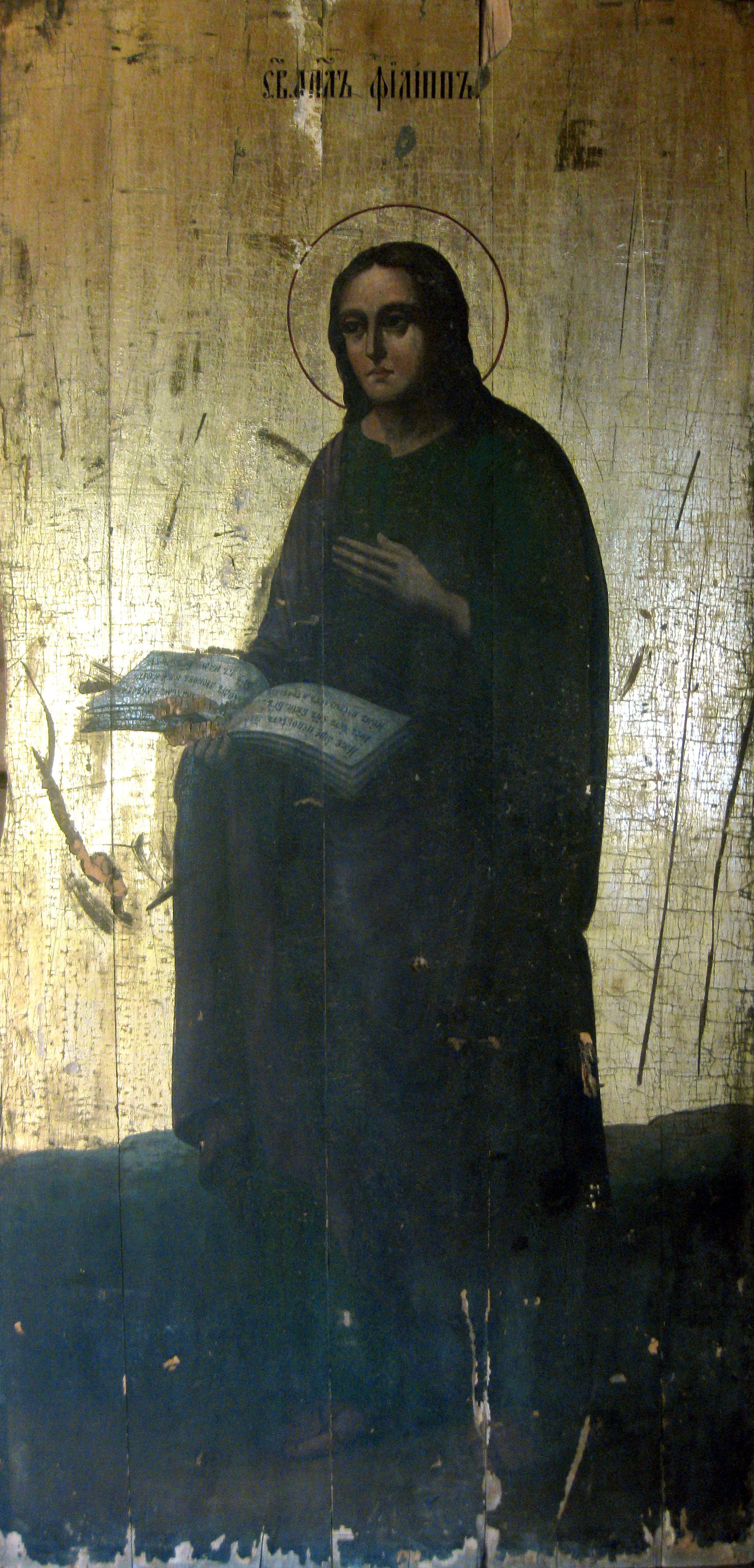
사도 빌립. 책에 고대 교회 슬라브어로 쓰여진 글은 요한일서 4:15-16이다.

### 구성과 장르

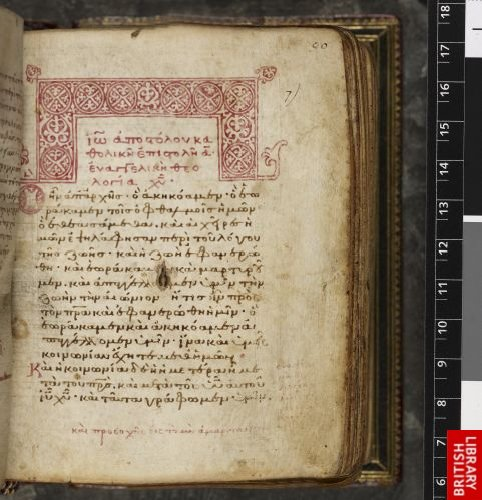
1087년 코덱스 할레이아누스 5537의 성 요한의 첫 편지 소개

명확한 구조나 뚜렷한 구성 없이 복잡하게 전개되는 것이 특징이다. 저자는 그리스도에 대한 올바른 믿음과 믿음과 올바른 행위의 필연적 관계라는 두 가지 주제를 오가며 서술한다. 이러한 이유로, 학자들은 요한일서의 구조를 다양하게 해석하는데, 학자의 수만큼 다양한 의견이 존재한다.
요한일서는 일반적으로 교리서, 명상문, 설교문, 지침서, 유언장, 또는 권면의 말씀으로 간주되며, 전통적인 서신의 형태와는 거리가 있다. 서신에서 일반적으로 볼 수 있는 인사말이나 축복의 인사가 없으며, 끝맺음에서도 인사가 없다. 신약성경에서 요한일서와 형식적으로 가장 유사한 문서는 히브리서이다. 만약 요한일서에서 '~에게 쓴다'라는 단어가 없다면 더 이상 서신으로 간주하기 어렵다고 평가하기도 한다.
비록 요한일서 전체는 명확한 구조를 가지지 않지만, 서론(1:1–4)과 결론(5:13–21)은 예외적으로 뚜렷하게 구별된다. 그 중간의 내용은 대개 세 부분으로 나누어지지만, 두 부분이나 다섯 부분으로 구분하는 경우도 있다. 특히 2:18–27의 말세의 많은 적그리스도들에 관한 내용과 4:1–6의 진리의 영과 미혹의 영에 관한 내용은 대부분의 학자들이 독립적인 단락으로 본다. 반면, 보다 윤리적인 내용을 담고 있는 1:5–2:17, 2:28–3:24, 4:7–21에 대한 구분 방식은 학자들 사이에서 의견이 가장 다양하다.

### 내용
저자는 자신의 경험을 바탕으로 "생명의 말씀"에 대한 기본적인 가르침을 전하며 시작한다. 이 "생명의 말씀"은 "눈으로 보았고" 드러난 것이며(요한일서 1:1–4), 그 선포는 기쁨으로 가득한 야훼와의 교제와 영원한 생명을 약속한다. 본 서신의 주제는 야훼를 사랑하며 동행하는 것이다.
서신의 메시지는 어둠 속을 걷는 것과 야훼의 빛 가운데 걷는 것이라는 대조적인 비유를 통해 전달되며, 저자는 야훼와의 교제를 위한 새로운 조건을 제시한다(요한일서 1:5–2:2). 그는 야훼와의 새 언약에 대해 이야기하며, 야훼의 계명, 특히 형제를 사랑하라는 계명을 따르는 자들에게 야훼의 사랑이 온전히 이루어진다고 강조한다(요한일서 2:3–11). 이후에는 위로와 권면, 그리고 세상이나 세상에 있는 것들을 사랑하지 말라는 간절한 권고가 이어진다(요한일서 2:12–17).
저자는 새로운 공동체 내의 분열에 대해 언급하며, 모든 진리를 알고 있는 독자들과 공동체를 떠난 적그리스도들을 구분한다(요한일서 2:18–27). 독자들은 예수의 재림을 소망하며 살아갈 것을 권면받고, 야훼의 자녀와 마귀의 자녀 사이의 분명한 구분이 이루어진다(요한일서 2:28–3:10). 또한 서로 형제 사랑을 실천하라는 권면과 함께, 믿는 자 안에 야훼의 사랑이 있는 자와 형제를 미워하는 자가 구분된다(요한일서 3:11–24).
독자들은 모든 선포자를 시험해 보고(요한일서 4:1–6), 예수께서 육신으로 오신 것을 부정하는 자들을 거짓 선지자이자 야훼에게 속하지 않은 자로 분별해야 한다고 촉구받는다. 이후 저자는 사랑이 야훼와의 참된 관계의 근원이며 표식임을 다시 강조하고, 영적 거듭남의 증거가 삶속에서 의를 실천하는 것임을 가르치고 있다.
야훼은 사랑이시며(요한일서 4:7–21), 믿음과 사랑이 새로운 언약의 핵심이다. 저자는 예수에 대한 다양한 증거를 받아들이는 승리의 믿음이 영원한 생명으로 인도한다고 강조한다(요한일서 5:1–12).
결론(요한일서 5:13–21)에서 저자는 독자들에게 담대히 중보기도할 것을 권면하며, 예수께서 참 야훼이시며 영원한 생명이시다는 사실을 선포한다. 마지막으로 우상 숭배를 경계하라는 경고로 서신을 마무리한다.

### 메시지

#### 예수의 인간적 본성
저자는 예수의 삶, 고난, 죽음이 단순한 겉모습에 불과하다고 주장하는 이들에 맞서 예수의 인성에 초점을 맞춘다. 서문의 "태초부터"(요한일서 1:1)는 요한복음의 서두와 유사하지만, 요한복음의 "태초에"가 창조와 관련된 시간의 시작을 의미하는 반면, 요한일서의 "태초부터"는 예수의 지상에서의 삶과 사역의 시작을 가리킨다. 이는 "우리가 보았고, 손으로 만졌다"고 직접 체험한 예수(요한일서 1:1)를 강조한다. 예수가 '육체로' 오셨음을 고백하는 영만이 하나님께 속한 것이라고 말한다(요한일서 4:2–3).

#### 속죄와 구원
본서는 하나님께서 예수를 "우리 죄를 위한 속죄 제물"로 보냈음을 강조한다(요한일서 4:10). 예수는 "우리를 위해 자신의 생명을 내어주셨으며"(요한일서 3:16), "온 세상의 죄를 위한 화목제물"이 되었다(요한일서 2:2). 예수의 속죄 제사를 통해 구원이 가능해졌으며, 그를 믿고 영접하는 자들은 하나님께로부터 난 자(요한일서 5:1)로서 하나님의 자녀가 되어(요한일서 3:1–2) 영원한 생명을 얻는다(요한일서 2:25)고 말한다.

#### 죄
죄는 마귀로부터 비롯되었다고 말한다(요한일서 3:8). 그러나 요한일서의 죄 개념은 단순히 여기서 그치지 않는다. 예를 들어, 죽음에 이르지 않는 죄와 죽음에 이르는 죄를 구분하며, 형제가 죽음에 이르지 않는 죄를 지었을 때는 그를 위해 기도해야 하지만, 죽음에 이르는 죄에 대해서는 그렇지 않다고 경고한다(요한일서 5:16–17).
한편으로는, 하나님께로부터 난 자는 죄를 짓지 않는다고 말하지만(요한일서 3:6, 9), 다른 한편으로는 죄가 없다고 말하면 자신을 속이고 하나님을 거짓말쟁이로 만드는 것이라 경고한다(요한일서 1:8, 10). 이러한 역설을 설명하기 위해 수많은 연구가 이루어졌으며, 이러한 모순처럼 보이는 내용은 죄의 현실과 죄 없는 삶이라는 이상 사이의 긴장을 보여주는 것으로 해석하는 것이 일반적이다.

#### 사랑
저자는 하나님께서 예수 그리스도의 이름을 믿고 서로 사랑하라고 명령하셨다고 강조하며, 편지의 수신자들에게 "서로 사랑하라"는 권면을 여섯 번이나 반복한다(요한일서 3:11, 14, 23; 4:7, 11, 12). 이러한 사랑은 다음과 같은 세 가지 의미를 담고 있다.
1. 하나님의 계명을 지키는 것이 사랑의 실천이다(요한일서 5:2–3). 서로 사랑하라는 새 계명은 사실 오래된 계명이다(요한일서 2:7).[45]
2. 하나님과 예수님을 본받아 사랑을 실천하는 것이다(요한일서 4:9–11). 특히, 예수님처럼 형제를 위해 자신의 생명을 내어주는 것(요한일서 3:16), 예수님이 행하신 대로 사는 것이 사랑의 실천이다(요한일서 2:6).[45]
3. 자신의 물질적 자원을 사용해 도움이 필요한 형제를 돕는 것이 사랑이다(요한일서 3:17).

이러한 사랑의 근원은 하나님에게 있으며, 하나님은 사랑 그 자체이시고(요한일서 4:8, 16), 그분이 먼저 우리를 사랑하셨기 때문에 우리가 사랑할 수 있는 것이다(요한일서 4:10, 19).
그러나 성사학자들은 요한일서에서 말하는 사랑은 모든 이웃이나 원수에 대한 사랑이 아니라, 요한 공동체의 형제자매를 향한 사랑만을 의미하는 것으로 해석하곤 한다. 즉, 공동체 안에서의 사랑만이 강조되며, 외부인이나 적대자에 대한 사랑은 언급되지 않는다.

## 목적
요한의 복음서는 예수가 아버지에 의해 보내진 창세 이전부터 존재했던 아들이라는 사실을 부정하는 요한 공동체 외부인들과 유대인들로부터 도전받는 상황에 놓여있다고 스스로 말한다. 요한 1,2,3서는 "요한 공동체 내부의 분열을 기술"하고 있다.
저자는 본 서신을 청자들로 하여금 기쁨이 "충만"(1:4)하고, "죄를 범하지 않"고(2:1), "서로 사랑해야" 하며(3:11), "하느님의 아들의 이름"을 믿는 자는 영생이 있음(5:13)을 알게 하기 위해 본 서신을 썼다. 따라서 우리는 본 서신을 서로에게 기쁨을 주는 일반적인 목적과, 저자들에게 구원의 확신을 가질 수 있는 시험을 제공하는 특수한 목적으로 나눌 수 있다. 저자는 그가 관리하는 교회에 영향을 미친 이단 교사들에 대해 걱정하는 것처럼 보인다. 이들은 한때 교회의 지도자들이었으나 이단적 가르침을 전한 적그리스도(2:18-19)로 받아들여진다. 또한 이 교사들은 예수가 육신 없이 영으로만(4:2) 이 땅에 왔고, 따라서 그의 죽음은 인류의 죄에 대한 진정한 속죄가 되지 못한다(1:7)는 가현설을 가르친 것으로 보인다. 요한은 그리스도의 진정한 인간성을 부정하는 케린투스라고도 불리는 원시 영지주의를 비난하는 것처럼 보인다.
저자의 목적(1:1-4)은 아버지와 그의 아들 예수 그리스도 안에서 하나된 청자들에게 "생명의 말씀"을 선포하는 것이다. 그는 야훼와 하나됨의 의미로, (1) 그리스도에 대해선 믿음으로 구원을 얻게 하는 그의 속량하심(1:7-9; 2:2,25; 3:5; 4:9,10,14; 5:11-13,20)과 그의 변호를(2:1; 5:6,7) 받고, (2) 사람에 대해선 성스러움(1:6; 2:15,16,29; 3:10,12), 복종(2:3; 3:6,24; 5:2,3,18), 순결함(3:3,18), 믿음(3:23; 4:3; 5:5), 그리고 사랑(2:4,7,8; 3:11,14,16; 4:7,8,12,19-21; 5:1)을 제시하고 있다.
요한복음이 불신자들에게 쓰여진 반면에, 본 서신은 신자(5:13)들에게 쓰여졌다. 본 서신에서 구약성경과 유대적 표현들을 거의 사용하지 않는다는 점에서 청자는 유대인보다는 이방인으로 보인다. 본 서신은 아마도 지역의 교회들을 순회하는 선교사를 통해 전달되었을 것이며, 요한의 사도성과 장로됨을 고려했을 때 회중들에게 큰 소리로 읽혔을 가능성이 매우 높다.

## 스타일
이 서신은 다른 서신들과는 다르게, 서신서 서두부와 종결부가 포함되어있지 않다. 또한 본 서신은 문장구조의 다양성 없이 아주 간단한 스타일로 작성되었으며, 접속사를 자주 생략(asyndeton)하였다. 생각이 선형적으로 전개되는 바오로 서신과는 다르게, 요한의 생각은 고리모양으로 움직이며 천천히 전개된다. 이는 히브리 시가와 비슷하나, 대구의 두 번째 구절이 첫번째와 같은 의미를 갖는 히브리 시가와는 달리 본 서신에서는 첫 번째 구절에 살을 붙여가며 여러번 반복하여 재현부를 구성해나간다. 정리하자면, 본 서신은 종교적 권고(paraenetic)의 스타일을 가진다고 할 수 있다. 이와 같은 권고는 "개인적인 간청, 옳고 그른것/참과 거짓의 대조, 수사적 질문의 사용" 등으로 대표된다.
일부 학자들은 본 서신이 전통적인 2행 연구(parallel couplets) 선집에 대한 요한의 주석이라고 주장한다. 비록 에른스트 폰 돕쉬츠(Ernst von Dobschütz)와 루돌프 불트만이 처음으로 주장한 이 이론은 현재 일반적으로 받아들여지지는 않지만, 아모스 윌더(Amos Wilder)는 "최소한, 본 서신에서 시적 구조나 논리 구조에서 저자의 것과 구분되는 구절들이 꽤 많이, 종종 이어져서 나온다는 것은 분명하다"고 주장했다.

## 저작성
본 서신의 저작성은 전통적으로 노년기의 사도 요한에 의해 에페소에서 쓰여진 것으로 받아들여져 왔다. 본 서신의 내용, 언어, 그리고 논리 전개 방식은 요한복음, 요한 2서, 요한 3서와 상당한 유사점이 있는데, 세 서신을 동일한 저자가 작성했다는 증거가 된다. 19세기 말의 성서학자 에른스트 드윗 버튼(Ernst DeWitt Burton)은 요한 1서와 요한복음이 같은 저자에 의해 쓰여졌다는 데에는 "합리적인 의심"이 있을 수 없다고 기술했고, 아모스 윌더(Amos Wilder)는 이에 더해 "초기 기독교 전통과 현대 학자들의 대다수가 이 저작들의 저자가, 비록 사도 요한으로 밝혀진 것은 아니지만, 같은 사람이라는데 동의해왔다"고 말했다. 이와 같은 주류 시각은 스위스의 종교 개혁자 요하네스 외콜람파디우스에 의해 대표되는데, 그는 "사랑을 받던" 사도의 생애를 정리하면서, 요한 1서를 두고 "가장 순수한 복음"이라고 칭했다.
그러나 다른 현대 신학자들은 본 서신의 이와 같은 위치에 도전하고 있다. 비록 세 서신의 저자가 동일한 사람이라는 것에 거의 대부분의 학자가 동의한다 하더라도, 하인리히 율리우스 홀츠만(Heinrich Julius Holtzmann)과 C. H. 다드와 같은 학자들은 본 서신과 요한복음이 서로 다른 저자에 의해 쓰여졌을 것이라는 주장을 굽히지 않는다. 이와 같은 시각에는 최소 두가지 요지가 있다. 첫째는 본 서신에서 문장의 서두에서 종종 지시 대명사를 사용한 뒤, 접속사나 불변화사(particle) 후에 앞에서 사용한 지시대명사의 정의나 설명문을 배치하는데, 요한복음에서는 이와 같은 스킬이 사용되지 않았다는 것이다. 둘째로는, 본 서신의 저자가 "복음으로 알려지지 않은것들에 대해서 다양한 수사적 표현으로 조건문을 사용"한다는 것이다.

## 요한의 콤마
4세기 라틴어 번역본에 첨가된 삼위일체에 대한 구절은, 중세시대를 거치며 본문에 자연스럽게 추가되었는데, 이를 요한의 콤마라고 한다. 15세기 이전의 어떠한 헬라어 사본에도 등장하지 않음에도 불구하고, 에라스무스는 그의 1522년 신약성서 판본에 본 구절을 첨가해 출판하였다. 그의 판본을 번역한 성경들 중에는 킹 제임스 성경(1611)도 있는데, 다음과 같이 번역되었다. 첨가된 구절을 이탤릭체로 표기하였다.
7For there are three that beare record in heaven, the Father, the Word, and the Holy Ghost: and these three are one. 8And there are three that beare witnesse in earth, the Spirit, and the Water, and the Blood, and these three agree in one.

18세기부터 본문비평에 의거해 만들어진 번역본들은 위 구절을 가지고 있지 않거나, 각주로서 포함하고 있다.

## 같이 보기
- 사도 요한
- 복음사가 요한

### 책
- Robert Dabney, "The Doctrinal Various Readings of the New Testament Greek", 1894: p. 32.

- Akin, Daniel L. (2001). 《The New American Commentary. 38, 1, 2, 3 John》 (영어). Nashville, Tenn.: Broadman & Holman. ISBN 0-8054-0138-5.
- Brown, Raymond E. (2016). 《An Introduction to the New Testament: The Abridged Edition》 (영어). New Haven & London: Yale University Press. ISBN 9780300173123.
- Ehrman, Bart D. (2013). 《Forgery and counterforgery: the use of literary deceit in early Christian polemics》 (영어). New York: Oxford University Press. ISBN 9780199928033.
- Elliott, J. K. (2012). 《The Early Text of the New Testament》 (영어). Oxford: Oxford University Press. ISBN 9780199566365.
- Fridrichsen, Anton; Riesenfeld, Harald (1962). 《Svenskt bibliskt uppslagsverk. 1, A-L》 (스웨덴어). Stockholm: Nordiska uppslagsböcker.
- Hartman, Lars (1989). 《En bok om Nya testamentet》 (스웨덴어). Malmö: Liber. ISBN 91-40-61019-5.
- Kümmel, Werner Georg (1975). 《Introduction to the New Testament》 (영어). London: SCM Press. ISBN 0-334-00705-4.
- Lockett, Darian R. (2016). 《Letters from the Pillar Apostles: The Formation of the Catholic Epistles as a Canonical Collection》 (영어). Eugene, Or.: Pickwick Publications. ISBN 978-1620327562.
- Mack, Burton L. (1995). 《Who wrote the New Testament?: the making of the Christian myth》 (영어). San Francisco, Ca.: HarperSan Francisco. ISBN 0-06-065517-8.
- Murray, Michele (2011). 《The Jewish annotated New Testament: New Revised Standard Version Bible translation》 (영어). Oxford: Oxford University Press. ISBN 978-0-19-529770-6.
- Olsson, Birger (2008). 《Johannesbreven》 (스웨덴어). Stockholm: EFS-förlaget. ISBN 978-91-7085-104-9.
- Painter, John (2002). 《1, 2, and 3 John》 (영어). Collegeville/Minnesota: The Liturgical Press. ISBN 9780814659731.
- Perkins, Pheme (1989). 《The New Jerome Biblical commentary》 (영어). London: G. Chapman. ISBN 0-225-66588-3.
- Powell, Mark Allan (2009). 《Introducing the New Testament: a historical, literary, and theological survey》 (영어). Grand Rapids, Mich.: Baker Academic. ISBN 9780801028687.
- Schnelle, Udo (1998). 《The History and Theology of the New Testament Writings》 (영어). Minneapolis, MN: Fortress Press. ISBN 0-8006-2952-3.
- van der Watt, Jan G. (2011). 《The Oxford Encyclopedia of the Books of the Bible》 (영어). New York: Oxford University Press. ISBN 9780195377378.